# Hilary Minc
Hilary Minc, född 24 augusti 1905 i Kazimierz Dolny, död 26 november 1974 i Warszawa, var en polsk ekonom och kommunistisk politiker. 

## Biografi
Minc föddes i en judisk familj. Han studerade ekonomi, först i Polen och därefter i Frankrike, där han avlade doktorsexamen men 1928 utvisades för sina politiska aktiviteter. Vid invasionen av Polen 1939 flyttade han först till Lwów, som låg i den av Sovjetunionen ockuperade zonen i Polen, och därefter till Samarkand i Sovjetunionen. Under resten av andra världskriget var han aktiv inom polska exilorganisationer i bland annat Saratov och Moskva.
Efter krigsslutet blev Minc industri- och handelsminister i Polen 1944–49, samt vice premiärminister 1949–57 och medlem av politbyrån 1945–56. Han tillhörde, tillsammans med Bolesław Bierut och Jakub Berman, ledningstrojkan inom det Polska förenade arbetarpartiet (PZPR) efter kriget, och satt i dess politbyrå 1945–56. 
Som industriminister var Minc arkitekten bakom en sexårsplan för återuppyggandet av Polen efter kriget, samt genom sitt engagemang i partiets säkerhetskommission även delansvarig för det politiska förtrycket i landet. Minc fick sitt politbyråmedlemskap indraget i samband med avstaliniseringen 1956, och tvingades även lämna centralkommittén 1959. Jakub Bermans och Mincs existens förtegs därefter i uppslagsböcker och historieböcker under den efterföljande socialisttiden.

## Utmärkelser
- Kommendör med stjärna av Polonia Restituta, 19 juli 1946.[3]
- Silverkorset av Virtuti Militari.
- Storkorset av Finlands Lejons orden, 1948.
- Storkorset av Tjeckoslovakiens Vita lejonets orden, 1947.